# Kaede Kaga
Kaede Kaga (加賀楓, Kaga Kaede, née le 30 novembre 1999 à Tokyo au Japon) est une chanteuse et danseuse japonaise, anciennement membre du Hello! Project et du groupe de J-pop Morning Musume.

## Biographie
Kaede Kaga se présente à 12 ans en 2012 à une audition destinée à choisir de nouvelles chanteuses pour faire partie du groupe phare du Hello! Project, Morning Musume, mais n'est alors pas sélectionnée par son producteur Tsunku. Elle intègre cependant en novembre suivant le Hello! Pro Kenshuusei, structure formant les futures chanteuses du Hello! Project. Mais quatre ans plus tard, le 12 décembre 2016, lors d'une tournée de Morning Musume, elle est officiellement présentée au public comme nouvelle membre de la "13e génération" du groupe, à 17 ans, aux côtés d'une autre élève du Hello! Pro Kenshuusei, Reina Yokoyama.
Elle rejoint le groupe de manière effective le 1er janvier 2017, alors qu'il est renommé "Morning Musume '17" pour l'année. Elle sort son premier disque avec lui en mars suivant, le single Brand New Morning / Jealousy Jealousy.
Le 3 septembre 2023, il est annoncé via un communiqué sur le site du Hello! Project que Kaede quittera le groupe et le Hello! Project à l'issue du concert final de la tournée "Morning Musume '22 25th ANNIVERSARY CONCERT TOUR ~SINGIN' TO THE BEAT~". Son départ est expliqué par sa volonté d'approfondir l'étude de la danse et de poursuivre une carrière dans ce domaine.
Le 2 février 2023, il est annoncé qu'elle fera ses débuts en tant qu'artiste solo à l'occasion d'une production japonaise de la comédie musicale Moulin Rouge!, où elle incarnera le personnage de Nini à partir de l'été à venir. Le même jour, elle a ouvert un compte Twitter officiel, marquant ainsi réellement le début de ses activités post-Hello! Project.
Le 11 mai 2024, elle annonce qu'elle prendra sa retraite de l'industrie du divertissement après ses ultimes représentations en tant que membre du casting de Moulin Rouge!, prévues pour l'été suivant au Théâtre impérial à Tokyo et à l'Umeda Arts Theater à Osaka. Elle explique cette décision par sa volonté de se concentrer sur l'étude de la danse, qui était son projet principal depuis son départ du Hello! Project. 
Le 1er octobre, son contrat avec l'agence J.P. ROOM a officiellement pris fin, et son profil a été retiré du site officiel. 

## Discographie

### Avec Morning Musume
Singles
- 8 mars 2017 : Brand New Morning / Jealousy Jealousy
- 4 octobre 2017 : Jama Shinaide Here We Go! / Dokyū no Go Sign / Wakaindashi!
- 13 juin 2018 : Are you happy / A gonna
- 24 octobre 2018 : Furari Ginza / Jiyuu na Kuni Dakara / Y Jiro no Tochuu
- 12 juin 2019 : Jinsei Blues / Seishun Night
- 22 janvier 2020 : KOKORO&KARADA / LOVEpedia / Ningen Kankei No way way
- 16 décembre 2020 : Junjou Evidence / Gyuu Saretai Dake na no ni
- 8 décembre 2021 : Teenage Solution / Yoshi Yoshi Shite Hoshii no / Beat no Wakusei
- 8 juin 2022 : Chu Chu Chu Bokura no Mirai / Dai Jinsei Never Been Better! / I WISH
- 21 décembre 2022 : Swing Swing Paradise / Happy birthday to Me!

Digital Singles
- 3 novembre 2017 : Ai no Tane (20th Anniversary Ver.) (Morning Musume 20th)
- 30 novembre 2017 : Gosenfu no Tasuki
- 28 janvier 2018 : Hana ga Saku Taiyou Abite

Albums
- 6 décembre 2017 : 15 Thank You, Too
- 31 mars 2021 : 16th ~That's J-POP~

Mini-album
- 7 février 2018 : Hatachi no Morning Musume (Morning Musume 20th)

Compilation
- 20 février 2019 : Best! Morning Musume 20th Anniversary